# Комлев, Алексей Константинович
Алексей Константинович Комлев (17 января 1921, Шушерино, Владимирская губерния — 25 июня 1985, Ковров) — слесарь цеха № 49 завода имени Дегтярева, город Ковров Владимирской области. Герой Социалистического Труда.

## Биография
Родился в 1921 году деревне Шушерино (ныне — Ковровского района Владимирской области) в крестьянской семье. В конце 1930-х годов окончил школу фабрично-заводского обучения в городе Ковров.
Трудовую деятельность начал слесарем-инструментальщиком на заводе № 2 им. К. О. Киркижа Наркомата вооружения СССР.
В мае 1940 года был призван в Красную Армию Ковровским райвоенкоматом. Участник Великой Отечественной войны с первого дня. Воевал на Северо-Западном фронте, в ноябре 1941 года был тяжело ранен. Вернулся на фронт только летом 1942 года. Воевал минометчиком в составе стрелкового полка 21-й гвардейской стрелковой дивизии. Войну закончил в Восточной Пруссии. Награждён двумя боевыми орденами, медалями «За отвагу» и «За взятие Кенигсберга».
После демобилизации вернулся в город Ковров, на свой завод. Со временем он стал одним из лучших в цехе специалистов по изготовлению самых сложных пресс-форм. От точности выполнения его работы, идеальной чистоты поверхности пресс-формы зависело качество многих тысяч будущих деталей массового производства. Многолетний опыт работы, профессиональное мастерство позволяли ему не просто выполнять задания, но порой и предлагать свои поправки в чертежи конструкторов. За отличное качество продукции он получил право работать с личным клеймом.
Указом Президиума Верховного Совета СССР от 26 апреля 1971 года Комлеву Алексею Константиновичу присвоено звание Героя Социалистического Труда с вручением ордена Ленина и золотой медали «Серп и Молот».
Активно участвовал в общественной жизни, неоднократно избирался депутатом городского Совета, членом Центрального Комитета отраслевого профсоюза. Присвоено звание «Почетный гражданин города Коврова».
Жил в городе Ковров. Скончался 29 июня 1985 года.

## Награды
- Медаль «Серп и Молот»,
- Орден Ленина,
- Орден Отечественной войны I степени (06.04.1985),
- Орден Красной Звезды,
- Орден Славы 3-й степени,
- медали.